# Heinrich Haxel
Heinrich Haxel (* 10. Februar 1901 in Stettin; † 24. Februar 1971 in Dortmund) war ein deutscher Bibliothekar und Literaturwissenschaftler.

## Leben
Heinrich Haxel wurde am 10. Februar 1901 in Stettin geboren. In seiner Heimatstadt besuchte er das Schiller-Realgymnasium und schloss daran eine kaufmännische Ausbildung an. In den Jahren 1922 bis 1926 war er beim Bankhaus Wm. Schlutow beschäftigt.
An der Universität Greifswald studierte er ab 1926 Germanistik, Geschichte und Philosophie. In den Jahren 1931 bis 1933 war er Volontär an der Bibliothek Stettin unter deren Direktor Erwin Ackerknecht. 1933 erlangte Haxel seine Promotion zum Dr. phil. an der Universität Greifswald. Er war von 1933 bis 1945 Stellvertreter des Direktors der Stettiner Volksbücherei und während des Krieges Leiter der Staatlichen Volksbüchereistelle für Pommern. Am 4. März 1945 wurde Haxel zur Wehrmacht eingezogen und geriet nach Kriegsende kurzzeitig in britische Gefangenschaft.
Als Vertriebener wählte er im Herbst 1945 Detmold als neue Heimat. Hier arbeitete Haxel ab 1946 als Bibliothekar an der Lippischen Landesbibliothek. Als Nachfolger Erich Kittels wurde er am 1. Dezember 1950 zunächst kommissarischer Leiter des Instituts, vom 1. April 1953 an schließlich Direktor. In seine Amtszeit fallen unter anderem der Erwerb wertvoller Autographen und der ab 1957 geplante Magazinanbau in den Jahren 1964/65. Heinrich Haxel wurde am 28. Februar 1966 in den Ruhestand verabschiedet, er verstarb zwei Wochen nach seinem 70. Geburtstag am 24. Februar 1971 in Dortmund.